# Willan Saddle
Willan Saddle är ett bergspass i Antarktis. Det ligger i Sydshetlandsöarna. Argentina, Chile och Storbritannien gör anspråk på området. Willan Saddle ligger 410 meter över havet.
Terrängen runt Willan Saddle är kuperad åt nordväst, men åt sydost är den bergig. Trakten är glest befolkad. Närmaste befolkade plats är St. Kliment Ohridski Base, 4,3 kilometer väster om Willan Saddle. 